# Максиміліан фон Арко-Ціннеберг
Граф Максиміліан Йозеф Бернгард фон Арко-Ціннеберг (нім. Maximilian Joseph Bernhard Graf von Arco-Zinneberg; 13 грудня 1811, замок Штепперг, Реннертсгофен, Баварське королівство — 13 листопада 1885, Мерано, Австро-Угорщина) — австрійський і баварський аристократ, колекціонер і мисливець.

## Біографія

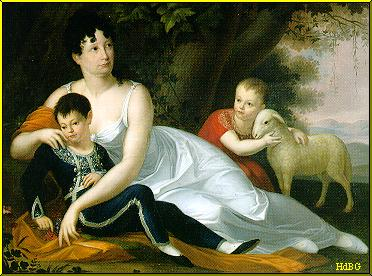
Максиміліан з матір'ю і братом.

Син графа Людвіга фон Арко (1773-1854) і ерцгерцогині Марії Леопольдіни Австрійської-Есте. Правнук імператриці Священної Римської імперії Марії Терезії. Разом із старшим братом Алоїзом отримав домашню освіту. Завдяки здібностям і діловій хватці матері сім'я була однією з найбагатших в Баварії. У 1825 році сім'я купила замок Ціннеберг в Глоні. В 1848 році мати залишила своїм синам величезні статки — 15 мільйонів флоринів.

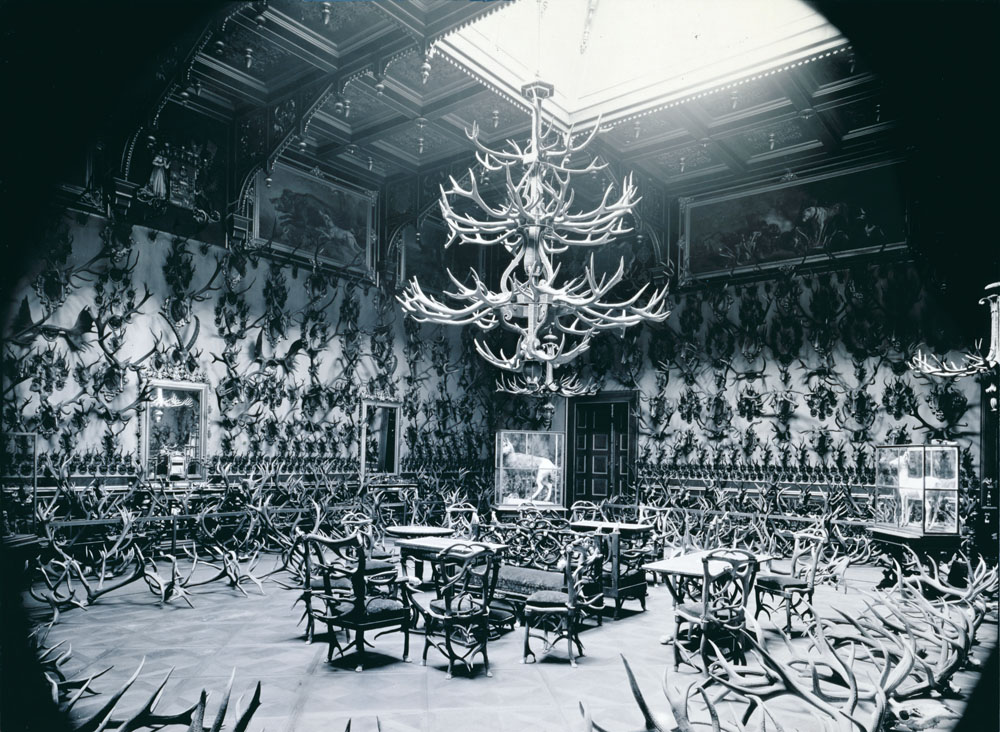
Мисливські трофеї графа в сімейному палаці в Мюнхені.

Арко-Ціннеберг був пристрасним мисливцем, особливо любив орлине полювання, за що отримав прізвисько «орлиний граф». Крім власних мисливських трофеїв, він купував унікальні і цінні предмети з усього світу. Арко-Ціннеберга вважають засновником Музею полювання і рибальства, розташованого в колишній августинській церкви в Мюнхені. Сьогодні в ньому розміщена величезна колекція оленячих рогів — понад 2000. Її основою стали унікальні експонати, зібрані в XIX столітті графом Максиміліаном фон Арко-Ціннебергом.

## Сім'я
В 1833 році Арко-Ціннеберг одружився з Леопольдіною фон Вальдбург цу Цайл унд Траухбург. В пари народились 13 дітей. Весільним подарунком від батьків став палац в Мюнхені.

## В культурі
Арко-Ціннеберг став прототипом персонажа роману Людвіга Ганггофера «Замок Губертус».